# 에밀 쉬러

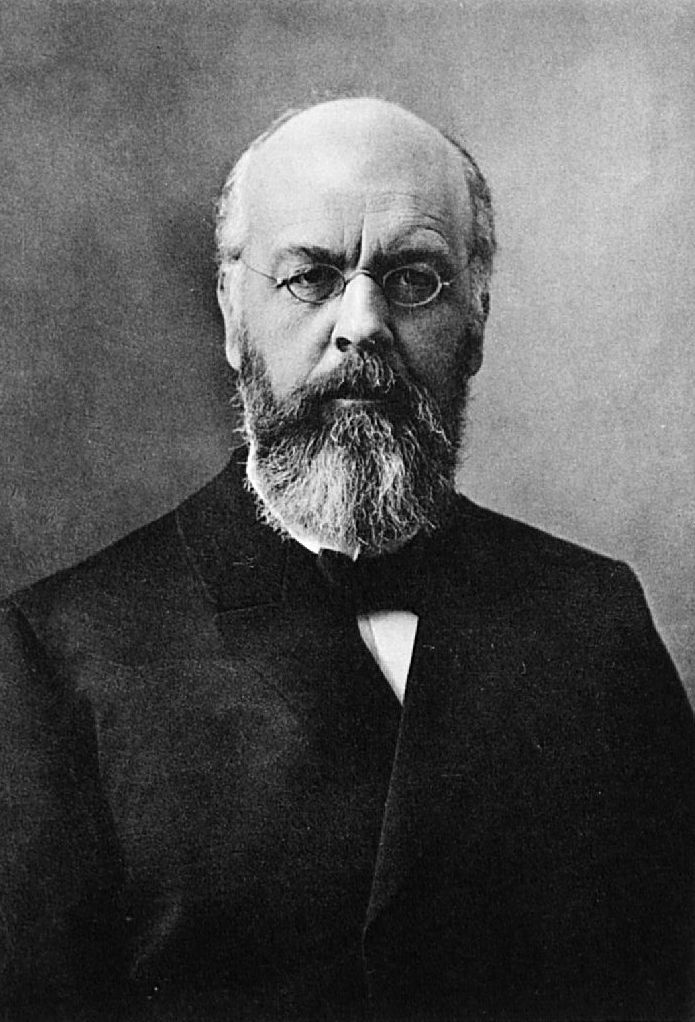
에밀 쉬러

에밀 쉬러(독일어: Emil Schürer, 1844년 5월 2일 ~ 1910년 4월 30일)는 독일의 신학자다.
하이델베르크 대학교 등에서 공부하고, 라이프치히 대학교, 기센 대학교, 킬 대학교 등의 대학에서 강의를 하였다. 1895년 괴팅겐 대학교 교수를 지냈다. 리츨의 영향을 많이 받았으며, 1876년 신학 잡지를 발행하였다. 그의 역작 <예수 그리스도 시대의 유대 민족사>는 신약 시대사에 대한 기준이 되었다.